# Edward B. Titchener

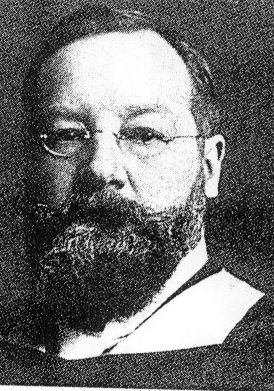
Edward B. Titchener

Edward Bradford Titchener (Chichester, 11 januari 1867 - Ithaca, 3 augustus 1927) was een Brits psycholoog. Hij was een bekende student van de psycholoog Wilhelm Wundt, maar zelf voorstander van het structuralisme en gebruikte die term dan ook voor het eerst. 

## Levensloop
Tichener werd geboren in Chichester als zoon van John Titchener (soldaat) en Alice Field Habin Titchener. Hij begon zijn studie aan het Malvern College en vervolgde zijn studies aan Oxford (1885 tot 1890). Tijdens zijn tijd in Oxford vertaalt Titchener het eerste deel van de derde editie van Wundts boek Principles of Physiological Psychology van Duits naar Engels. In 1890 behaalt hij de diploma’s van filosofie en klassieke talen. 
Titchener ging naar Leipzig in Duitsland om te studeren bij Wundt. Onder Wundt behaalde hij in 1892 zijn Ph.D. (Doctor of Philosophy) aan de universiteit van Leipzig.  Hierna ging hij nog een jaar aan Oxford studeren voor een uitbreiding als docent in de biologie.
Hierna verhuisde hij naar de Verenigde Staten en verkreeg hij de positie van hoogleraar psychologie aan de Cornell-universiteit. Titchener was nog maar 28 jaar oud wanneer hij het Department of Psychology aan Cornell leidde. Hij werd omschreven als de meest vooraanstaande psycholoog in het land en ontving eretitels aan vele andere universiteiten. 
Hij gaf les aan de Cornell-universiteit  waar hij zijn kijk op de ideeën van Wundt aan zijn studenten in de vorm van het structuralisme doceerde. Hierdoor introduceerde hij de experimentele psychologie in Amerika. Zijn denkbeelden stuitten hier op felle kritiek. 
In zijn privéleven was Titchener getrouwd met Sophie Bedlow. Hij stierf onverwacht op 60-jarige leeftijd aan een hersentumor.

## Werk
Titchener bracht een eigen interpretatie van Wundts cognitieve psychologie. Hij ging hierbij uit van het idee van introspectie, een methode die Wundt als onwetenschappelijk beschouwde. Introspectie gaat uit van het uitpluizen van de individuele bouwblokken van de geest om het bewustzijn te onderzoeken. Introspectie betekent dan ook naar binnen kijken.
In zijn lessen en leerboeken pleitte hij voor wat hij noemde “structurele psychologie” of structuralisme. 
Hij was de mentor van 58 studenten waaronder Edwin G. Boring (1886-1968), Margaret Floy Washburn (1871-1939) en Abraham Maslow.
Washburn was de eerste student en eerste vrouw die afstudeerde als Doctor of Philosophy onder Titchener in 1894. 
Titchener was een  dynamische en charismatische spreker. Zijn lessen waren populair en zijn leerlingen gerespecteerd. Zijn leerboeken werden bestudeerd in vele hogescholen. De interesse voor zijn “structurele psychologie” is echter afgenomen na zijn dood. 

## Publicaties
- 1896. An Outline of Psychology. New York, London: Macmillan and Co.
- 1898. A Primer of Psychology. New York / London: The Macmillan Co. / Macmillan and Co.
- 1905. Experimental Psychology: A Manual of Laboratory Practice, Vol. II: Quantitative Experiments, part 1: Student's Manual. New York, London: Macmillan and Co.
- 1908. Lectures on the Elementary Psychology of Feeling and Attention. New York: The Macmillan Co.
- 1909. Lectures on the Experimental Psychology of the Thought Processes. New York: The Macmillan Co.
- 1909-10, A Textbook of Psychology, twee delen.
- 1915, A Beginner's Psychology.